# Atletismo en los Juegos Europeos de Cracovia 2023
El atletismo en los III Juegos Europeos se realizó en el Estadio de Silesia de Chorzów (Polonia) del 20 al 25 de junio de 2023.
En total fueron realizadas en este deporte 38 pruebas: 18 masculinas, 18 femeninas y dos mixtas.
Conjuntamente se disputó el Campeonato Europeo por Equipos. Los 48 países participantes fueron divididos en tres divisiones. Los tres primeros días compitieron los países de la segunda y tercera división, los últimos tres días compitieron los países de la primera división. Las medallas fueron entregadas a los atletas con las tres mejores marcas de cada prueba, independientemente de la división. Adicionalmente, se entregaron medallas a los tres primeros lugares de la clasificación general de la primera división.

## Divisiones
Los 48 países participantes son divididos en tres divisiones. Los tres primeros días compitieron los países de la segunda y tercera división, los últimos tres días compitieron los países de la primera división.
- Primera división:  Alemania,  Bélgica,  España,  Finlandia,  Francia,  Grecia,  Italia,  Noruega,  Países Bajos,  Reino Unido,  República Checa,  Polonia,  Portugal,  Suecia,  Suiza,  Turquía.
- Segunda división:  Bulgaria,  Chipre,  Croacia,  Dinamarca,  Eslovaquia,  Eslovenia,  Estonia,  Hungría,  Islandia,  Letonia,  Lituania,  Luxemburgo,  Moldavia,  Rumania,  Serbia,  Ucrania.
- Tercera división:  AASSE,  Albania,  Andorra,  Armenia,  Austria,  Azerbaiyán,  Bosnia y Herzegovina,  Georgia,  Irlanda,  Israel,  Kosovo,  Macedonia del Norte,  Malta,  Montenegro,  San Marino.

## Medallistas

### Masculino
| Evento                          | Oro                                                                               | Plata                                                                             | Bronce                                                                |
| ------------------------------- | --------------------------------------------------------------------------------- | --------------------------------------------------------------------------------- | --------------------------------------------------------------------- |
| 100 m (23 de junio)             | Samuele Ceccarelli · Italia · 10,13                                               | Raphael Bouju · Países Bajos · 10,14                                              | Jeremiah Azu · Reino Unido · 10,16                                    |
| 200 m (25 de junio)             | Ryan Zeze · Francia · 20,29                                                       | Albert Komański · Polonia · 20,50                                                 | Ján Volko · Eslovaquia · 20,53                                        |
| 400 m (23 de junio)             | Håvard Bentdal Ingvaldsen · Noruega · 44,88                                       | João Coelho · Portugal · 45,05                                                    | Liemarvin Bonevacia · Países Bajos · 45,06                            |
| 800 m (23 de junio)             | Ramon Wipfli · Suiza · 1:46,73                                                    | Filip Šnejdr · República Checa · 1:46,84                                          | Mehmet Çelİk · Turquía · 1:46,84                                      |
| 1500 m (24 de junio)            | Mohamed Katir · España · 3:36,95                                                  | Isaac Nader · Portugal · 3:37,37                                                  | Niels Laros · Países Bajos · 3:37,59                                  |
| 5000 m (25 de junio)            | Thierry Ndikumwenayo · España · 13:25,48                                          | Andreas Almgren · Suecia · 13:25,70                                               | Yemaneberhan Crippa · Italia · 13:34,29                               |
| 110 m vallas (24 de junio)      | Jason Joseph · Suiza · 13,12                                                      | Milan Trajković · Chipre · 13,38                                                  | Enrique Llopis · España · 13,44                                       |
| 400 m vallas (24 de junio)      | Alessandro Sibilio · Italia · 48,14                                               | Rasmus Mägi · Estonia · 48,63                                                     | İsmail Nezir · Turquía · 48,84                                        |
| 3000 m obstáculos (23 de junio) | Daniel Arce · España · 8:25,88                                                    | Emil Blomberg · Suecia · 8:26,27                                                  | Zak Seddon · Reino Unido · 8:27,42                                    |
| Salto de altura (25 de junio)   | Gianmarco Tamberi · Italia · 2,29 m                                               | Thomas Carmoy · Bélgica · 2,29 m                                                  | Norbert Kobielski · Polonia · 2,26 m                                  |
| Salto con pértiga (23 de junio) | Menno Vloon · Países Bajos · 5,85                                                 | Emmanuíl Karalís · Grecia · 5,80                                                  | Thibaut Collet · Francia · 5,80                                       |
| Salto de longitud (24 de junio) | Miltiadis Tentoglu · Grecia · 8,34                                                | Mattia Furlani · Italia · 7,97                                                    | Simon Ehammer · Suiza · 7,95                                          |
| Triple salto (23 de junio)      | Tobia Bocchi · Italia · 16,84                                                     | Necati Er · Turquía · 16,71                                                       | Vladyslav Shepeliev · Ucrania · 16,67                                 |
| Peso (25 de junio)              | Zane Weir · Italia · 21,59                                                        | Filip Mihaljević · Croacia · 21,33                                                | Scott Lincoln · Reino Unido · 21,10                                   |
| Disco (24 de junio)             | Kristjan Čeh · Eslovenia · 69,94                                                  | Daniel Ståhl · Suecia · 67,55                                                     | Andrius Gudžius · Lituania · 64,94                                    |
| Martillo (24 de junio)          | Wojciech Nowicki · Polonia · 79,61                                                | Myjailo Kojan · Ucrania · 77,03                                                   | Thomas Mardal · Noruega · 76,50                                       |
| Jabalina (25 de junio)          | Julian Weber · Alemania · 82,26                                                   | Edis Matusevičius · Lituania · 84,22                                              | Artur Felfner · Ucrania · 82,24                                       |
| 4 × 100 m (24 de junio)         | Alemania · Julian Wagner · Marvin Schulte · Joshua Hartmann · Yannik Wolf · 38,34 | Italia · Lorenzo Patta · Samuele Ceccarelli · Marco Ricci · Filippo Tortu · 38,47 | Francia · Dylan Rigot · Jeff Erius · Ryan Zeze · Jimmy Vicaut · 38,51 |

### Femenino
| Evento                          | Oro                                                                             | Plata                                                                                             | Bronce                                                                     |
| ------------------------------- | ------------------------------------------------------------------------------- | ------------------------------------------------------------------------------------------------- | -------------------------------------------------------------------------- |
| 100 m (23 de junio)             | Ewa Swoboda · Polonia · 11,09                                                   | Rani Rosius · Bélgica · 11,20                                                                     | N'Ketia Seedo · Países Bajos · 11,24                                       |
| 200 m (25 de junio)             | Lieke Klaver · Países Bajos · 22,46                                             | Olivia Fotopulu · Chipre · 22,71                                                                  | Bianca Williams · Reino Unido · 22,75                                      |
| 400 m (23 de junio)             | Femke Bol · Países Bajos · 49,82                                                | Natalia Kaczmarek · Polonia · 50,34                                                               | Andrea Miklós · Rumania · 50,67                                            |
| 800 m (24 de junio)             | Nataliya Krol · Ucrania · 1:59,57                                               | Bianka Kéri · Hungría · 1:59,80                                                                   | Gabriela Gajanová · Eslovaquia · 1:59,92                                   |
| 1500 m (25 de junio)            | Claudia Bobocea · Rumania · 4:08,68                                             | Vera Hoffmann · Luxemburgo · 4:08,78                                                              | Gabija Galvydytė · Lituania · 4:09,48                                      |
| 5000 m (23 de junio)            | Agate Caune · Letonia · 15:15,21                                                | Nadia Battocletti · Italia · 15:25,09                                                             | Hannah Nuttall · Reino Unido · 15:29,49                                    |
| 100 m vallas (24 de junio)      | Pia Skrzyszowska · Polonia · 12,77                                              | Nadine Visser · Países Bajos · 12,81                                                              | Sarah Lavin · Irlanda · 12,82                                              |
| 400 m vallas (24 de junio)      | Carolina Krafzik · Alemania · 54,47                                             | Ayomide Folorunso · Italia · 54,79                                                                | Cathelijn Peeters · Países Bajos · 54,97                                   |
| 3000 m obstáculos (25 de junio) | Luiza Gega · Albania · 9:17,31                                                  | Maruša Mišmaš-Zrimšek · Eslovenia · 9:23,41                                                       | Greta Karinauskaitė · Lituania · 9:28,48                                   |
| Salto de altura (25 de junio)   | Yaroslava Mahuchij · Ucrania · 1,97 m                                           | Daniela Stanciu · Rumania · 1,94 m                                                                | Nawal Meniker · Francia · 1,92 m                                           |
| Salto con pértiga (24 de junio) | Wilma Murto · Finlandia · 4,71                                                  | Tina Šutej · Eslovenia · 4,70                                                                     | Angelica Moser · Suiza · 4,60                                              |
| Salto de longitud (25 de junio) | Milica Gardašević · Serbia · 6,82                                               | Hilary Kpatcha · Francia · 6,75                                                                   | Larissa Iapichino · Italia · 6,66                                          |
| Triple salto (24 de junio)      | Maryna Bej-Romanchuk · Ucrania · 14,58                                          | Tuğba Danışmaz · Turquía · 14,16                                                                  | Ottavia Cestonaro · Italia · 14,09                                         |
| Peso (23 de junio)              | Auriol Dongmo · Portugal · 19,07                                                | Yemisi Ogunleye · Alemania · 18,85                                                                | Axelina Johansson · Suecia · 18,32                                         |
| Disco (23 de junio)             | Kristin Pudenz · Alemania · 66,84                                               | Daisy Osakue · Italia · 64,35                                                                     | Mélina Robert-Michon · Francia · 64,21                                     |
| Martillo (23 de junio)          | Sara Fantini · Italia · 73,26                                                   | Bianca Ghelber · Rumania · 72,97                                                                  | Silja Kosonen · Finlandia · 72,34                                          |
| Jabalina (25 de junio)          | Līna Mūze · Letonia · 62,38                                                     | Nikola Ogrodníková · República Checa · 61,75                                                      | Victoria Hudson · Austria · 30,27                                          |
| 4 × 100 m (24 de junio)         | Países Bajos · N'Ketia Seedo · Lieke Klaver · Jamile Samuel · Tasa Jiya · 42,61 | Polonia · Marika Popowicz-Drapała · Monika Romaszko · Magdalena Stefanowicz · Ewa Swoboda · 42,97 | España · Carmen Marco · Paula García · Paula Sevilla · Jaël Bestué · 43,13 |

### Mixto
| Evento                              | Oro                                                                                       | Plata                                                                                     | Bronce                                                                              |
| ----------------------------------- | ----------------------------------------------------------------------------------------- | ----------------------------------------------------------------------------------------- | ----------------------------------------------------------------------------------- |
| 4 × 400 m (25 de junio)             | República Checa · Matěj Krsek · Tereza Petržilková · Vít Müller · Lada Vondrová · 3:12,34 | Polonia · Maks Szwed · Anna Kiełbasińska · Igor Bogaczyński · Natalia Kaczmarek · 3:12,87 | Bélgica · Jonathan Sacoor · Camille Laus · Dylan Borlée · Cynthia Bolingo · 3:12,97 |
| Clasificación general (25 de junio) | Italia · 426,50 pts.                                                                      | Polonia · 402,50 pts.                                                                     | Alemania · 387,50 pts.                                                              |

## Medallero
| Núm. | País            | Oro | Plata | Bronce | Total |
| ---- | --------------- | --- | ----- | ------ | ----- |
| 1    | Italia          | 7   | 5     | 3      | 15    |
| 2    | Países Bajos    | 4   | 2     | 4      | 10    |
| 3    | Alemania        | 4   | 1     | 1      | 6     |
| 4    | Polonia         | 3   | 5     | 1      | 9     |
| 5    | Ucrania         | 3   | 1     | 2      | 6     |
| 6    | España          | 3   | 0     | 2      | 5     |
| 7    | Suiza           | 2   | 0     | 2      | 4     |
| 8    | Letonia         | 2   | 0     | 0      | 2     |
| 9    | Rumania         | 1   | 2     | 1      | 4     |
| 10   | Eslovenia       | 1   | 2     | 0      | 3     |
| 10   | Portugal        | 1   | 2     | 0      | 3     |
| 10   | República Checa | 1   | 2     | 0      | 3     |
| 13   | Francia         | 1   | 1     | 4      | 6     |
| 14   | Grecia          | 1   | 1     | 0      | 2     |
| 15   | Finlandia       | 1   | 0     | 1      | 2     |
| 15   | Noruega         | 1   | 0     | 1      | 2     |
| 17   | Albania         | 1   | 0     | 0      | 1     |
| 17   | Serbia          | 1   | 0     | 0      | 1     |
| 19   | Suecia          | 0   | 3     | 1      | 4     |
| 20   | Turquía         | 0   | 2     | 2      | 4     |
| 21   | Bélgica         | 0   | 2     | 1      | 3     |
| 22   | Chipre          | 0   | 2     | 0      | 2     |
| 23   | Lituania        | 0   | 1     | 3      | 4     |
| 24   | Croacia         | 0   | 1     | 0      | 1     |
| 24   | Estonia         | 0   | 1     | 0      | 1     |
| 24   | Hungría         | 0   | 1     | 0      | 1     |
| 24   | Luxemburgo      | 0   | 1     | 0      | 1     |
| 28   | Reino Unido     | 0   | 0     | 5      | 5     |
| 29   | Eslovaquia      | 0   | 0     | 2      | 2     |
| 30   | Austria         | 0   | 0     | 1      | 1     |
| 30   | Irlanda         | 0   | 0     | 1      | 1     |
|      | TOTAL           | 38  | 38    | 38     | 114   |